# Государственный гидрологический институт
Госуда́рственный гидрологи́ческий институ́т (ГГИ) — головное научно-исследовательское учреждение СССР и Российской Федерации в области гидрологии суши.
Институт создан в 1919 по инициативе Академии Наук с целью всестороннего изучения природных вод, разработки методов гидрологических исследований, расчётов и прогнозов, решения теоретических проблем гидрологии, обеспечения отраслей экономики гидрологической информацией и продукцией. В 1930 передан в ведение Гидрометеорологической службы СССР.
Основные направления деятельности — гидрология суши, водные ресурсы, гидроэкология, русловые процессы, гидрофизика, гидрологические расчёты.

## История
Гидрологический институт был создан при Комиссии по изучению естественных производительных сил России по инициативе основоположника советской гидрологии Виктора Глушкова.
Решение об открытии с 1 июля 1919 года Российского, с 1926 года — Государственного Гидрологического института было вынесено коллегией Народного комиссариата просвещения 19 июня 1919 года. Однако регулярная деятельность института началась лишь после того, как 7 октября 1919 года Народный комиссариат просвещения утвердил Положение о РГИ и состав его организационного комитета.
До 1930 года Гидрологический институт находился в ведении Наркомпроса, а затем, после образования в 1929 году Гидрометеорологического комитета при Совнаркоме СССР, перешёл в его подчинение и был утверждён в качестве гидрологического научно-исследовательского учреждения всесоюзного значения.
В начале 1930-х годов в институте были прекращены гидробиологические и гидротехнические работы, исследованиями подземных вод стал руководить Всесоюзный научно-исследовательский институт гидрогеологии и инженерной геологии (ВСЕГИНГЕО). Во вновь созданный Государственный океанографический институт Гидрометслужбы были переданы все исследования по гидрологии моря.
В 1944 году за выдающиеся успехи в развитии советской гидрологии в связи с 25-летним юбилеем Государственный гидрологический институт был награждён Орденом Трудового Красного Знамени.
Исследования института базируются на использовании разносторонней информации всей гидрологической сети России и бывшего СССР, на данных специализированных наблюдений воднобалансовых станций, расположенных в разных регионах России, почвенно- и водно-испарительной сети, уникальных материалах наблюдений, полученных в экспедициях ГГИ, на полевых экспериментальных водосборах Валдайского филиала ГГИ и в экспериментальных лабораториях Главной экспериментальной базы (ГЭБ) ГГИ (посёлок Ильичево, Ленинградской области).
При институте функционируют архив и научно-техническая библиотека, в которой сосредоточено самое полное в России собрание специализированной гидрологической литературы на русском и иностранном языках.

## Филиалы института

### Валдайский филиал ГГИ, ВФ ГГИ
Валдайская научно-исследовательская лаборатория имени Урываева создана в 1933 году. С 1981 года стала филиалом ГГИ. Является всемирно известным центром экспериментальных гидрологических исследований. Основные направления связаны с усовершенствованием методологической и измерительной баз в области гидрологии и метеорологии. Работа филиала охватывала различные направления:
- Исследования русловых процессов. На реке Полометь была установлена передвижная ферма, позволяющая производить измерения по всей ширине реки, на расстоянии около 20 метров по длине реки.
- Измерение осадков. На базе проводились испытания по усовершенствованию осадкомерных приборов, с различной ветровой защитой и при различных условиях.
- Измерение испарения. Исследования включали измерения с различных подстилающих поверхностей, в том числе с поверхности болот. На Валдайском озере проходили измерения с помощью плавучей испарительной площадки, включающей различные приборы и испарительный бассейн площадью 20 м².
- Оценка гидрологической роли леса. Уникальный эксперимент проводился в течение нескольких десятков лет. На безлесном участке измерялись различные составляющие водного баланса, затем на этой территории был высажен лес.

### Главная экспериментальная база, ГЭБ ГГИ
Находится в посёлке Ильичёво Ленинградской области. На базе располагается русловая площадка, для моделирования рек и речных участков при различных гидрологических условиях. Проводятся полевые исследования на болотной станции Ламминсуо (Зеленогорская полевая экспериментальная база). Также здесь располагается гидрометрическая эталонная автоматизированная система воспроизведения скорости потока жидкости, используемая для поверки и калибровки различных гидрометрических приборов.

### Зеленогорская полевая экспериментальная база, ЗПЭБ ГГИ
Создание такой станции в составе ГЭБ ГГИ было вызвано необходимостью становления и развития гидрологии болот как науки и организации равитой специализированной сети гидрометеорологических наблюдений на болотах в системе Гидрометслужбы. Станция была организована на болотном массиве Ламмин-Суо, расположенном в 2,5 км к юго-востоку от п. Ильичево в конце 1949 г., а 1 февраля 1950 г. вступила в эксплуатацию. Основными задачами станции являлись: проведение полевых гидрометеорологических исследований гидрологических и гидрофизических процессов, протекающих на естественных болотах, разработка и апробация новых методов наблюдений за элементами гидрометеорологического режима болот, проведение испытаний новых и усовершенствованных средств измерений специфических характеристик болотных массивов, а также обеспечение стажировки специалистов болотных станций и постов гидрометслужбы.
При организации станции была проведена топографическая съемка болота Ламмин-Суо в масштабе 1: 5000 с промерами глубин торфяной залежи и геоботаническим описанием массива. По материалам аэрофотосъемки с использованием данных полевых обследований Романовой Е. А. была составлена типологическая карта болота Ламмин-Суо, послужившая основой для выбора мест размещения наблюдательных установок. Для получения четкого представления о характере стекания болотных вод, а также для расчета стока с массива была составлена так называемая сетка линий стекания, отражающая направления движения поверхностных и фильтрационных вод на болоте.
В начале 1950 г. начались наблюдения за уровнем болотных вод на трех водомерных створах (общая их протяжённость около 4 км), оборудованных 16 водомерными скважинами. В это же время были начаты наблюдения за метеорологическим режимом массива по программе станции II разряда. В дополнение к осадкомеру, установленному на метеоплощадке, на водомерных створах были оборудованы ещё 5 пунктов наблюдений за осадками. С 1950 г. на 4 постоянных участках начались наблюдения за промерзанием и оттаиванием болота, за высотой и плотностью снежного покрова. В том же году были начаты наблюдения за стоком с болота. В 1950 году были проведены первые экспериментальные работы по изучению фильтрационных свойств деятельного слоя торфяной залежи на фильтрационных лотках.
В последующие несколько лет происходило развитие специальных наблюдений и экспериментальных работ на болотной станции одновременно с расширением стандартной наблюдательной сети. Проводились серийные градиентные наблюдения за метеорологическими элементами при изучении закономерностей процесса испарения с болот, всесторонне исследовались водно-физические свойства деятельного слоя торфяной залежи. С 1953 г. в трех болотных микроландшафтах были начаты наблюдения на установке, состоящей из самописцев уровня воды и дождя. По данным этих наблюдений, отражающих реакцию уровня болотных вод на выпадающие осадки, определялся коэффициент подъёма уровня воды. Проведенные в начале 1950-х годов наблюдения и экспериментальные исследования на Зеленогорской болотной станции послужили основой для разработки и усовершенствования методик наблюдений за элементами гидрометеорологического режима болот.
В дальнейшем исследования на болотном массиве Ламмин-Суо постепенно расширялись. С 1956 г. начались регулярные наблюдения за испарением с болота по испарителям ГГИ-Б-1000. Продолжались исследования испарения и методом теплового баланса. В 1960-х гг. была разработана дистанционная установка для наблюдений за составляющими теплового баланса. На болоте была установлена система датчиков, а в помещении станции с помощью потенциометров регистрировались: суммарная, рассеянная и отраженная радиация, радиационный баланс, поток тепла в торфяную залежь на разных глубинах, температура поверхности болота, температура воздуха на высоте 2 м. Была пробурена 21 гидрогеологическая скважина и начаты наблюдения за уровнем грунтовых вод, то есть за уровнями воды в минеральных грунтах.
Освоение богатейших месторождений нефти и газа на болотах Западной Сибири обусловило большое внимание к проблеме охраны окружающей среды в районах нефте- и газодобычи. В связи с этим в 2000 году на болотной станции были проведены лабораторные экспериментальные работы по исследованию процесса поглощения нефти торфяной залежью болот. В результате были получены и опубликованы первые сведения о возможных величинах поглощения нефти верховыми болотами. С 2002 г. лабораторией гидрофизики ГГИ на болоте Ламмин-Суо начали вестись экспериментальные исследования процесса углеродообмена болот с атмосферой с целью оценки роли гидрологических факторов в этом процессе. Результаты исследований положены в основу математической модели углеродного цикла на болотах.
Зеленогорская полевая экспериментальная база является не только одной из специализированных станций гидрометеорологической сети, но и методическим центром в области разработки методов и приборов для гидрологических исследований на сети болотных станций Росгидромета. За 60-летний период работы ЗПЭБ получен уникальный материал по водно-тепловому режиму и составляющим водного баланса верхового болотного массива, позволяющий решать самые разные научные и практические задачи, связанные с изучением, освоением и охраной болот. Научный анализ и обобщение этого материала позволил выявить основные закономерности гидрологических и гидрофизических процессов, протекающих на болотах талой зоны, и на основе этого разработать методы расчета практически всех элементов водно-теплового режима, водного и теплового баланса данного типа болот.

## Известные сотрудники
- Алекин, Олег Александрович
- Альтберг, Вильгельм Яковлевич
- Близняк, Евгений Варфоломеевич
- Будыко, Михаил Иванович
- Визе, Владимир Юльевич
- Воскресенский, Константин Петрович
- Глушков, Виктор Григорьевич (директор 1919—1935)
- Пузыревский, Нестор Платонович
- Жданко, Михаил Ефимович
- Лепнева, Софья Григорьевна
- Урываев, Валериан Андреевич (директор 1942—1968)
- Шикломанов, Игорь Алексеевич (директор 1981—2010)
- Георгиевский, Владимир Юрьевич (директор 2010—2018)
- Соколовский, Даниил Львович